# Kurōdodokoro
O Kurōdo-dokoro (蔵人所) é muitas vezes traduzido como o escritório do camareiro, era um órgão do governo japonês imperial fundado em 810 pelo imperador Saga. Foi criado fora da estrutura de governo estabelecida pelo código ritsuryō e estava subordinado diretamente sob a autoridade do imperador. Sua responsabilidade original era para cuidar dos arquivos do imperador e documentos imperiais bem como atender as várias necessidades pessoais do soberano. No entanto, ao longo do Século IX o papel e as responsabilidades do escritório se expandiram consideravelmente, e ano final deste se tornou um posto de controle do governo. Através dele o imperador era capaz de exercera sua influência direta sobre a burocracia, chegando a usurpar muito do poder e das funções do Conselho de Estado (太 政官, daijō-kan) .